# Azillanet
Azillanet, en occitan Asilhanet, est une commune française située dans le sud-ouest du département de l'Hérault, en région Occitanie.
Exposée à un climat méditerranéen, elle est drainée par la Cesse, le Tartiguier, le ruisseau du Pas de Fosse et par divers autres petits cours d'eau. Incluse dans le parc naturel régional du Haut-Languedoc, la commune possède un patrimoine naturel remarquable : deux sites Natura 2000 (les « causses du Minervois » et le « Minervois ») et deux zones naturelles d'intérêt écologique, faunistique et floristique.
Azillanet est une commune rurale qui compte 353 habitants en 2022, après avoir connu un pic de population de 778 habitants en 1896. Ses habitants sont appelés les Azillanetais et Azillanetaises.

## Géographie

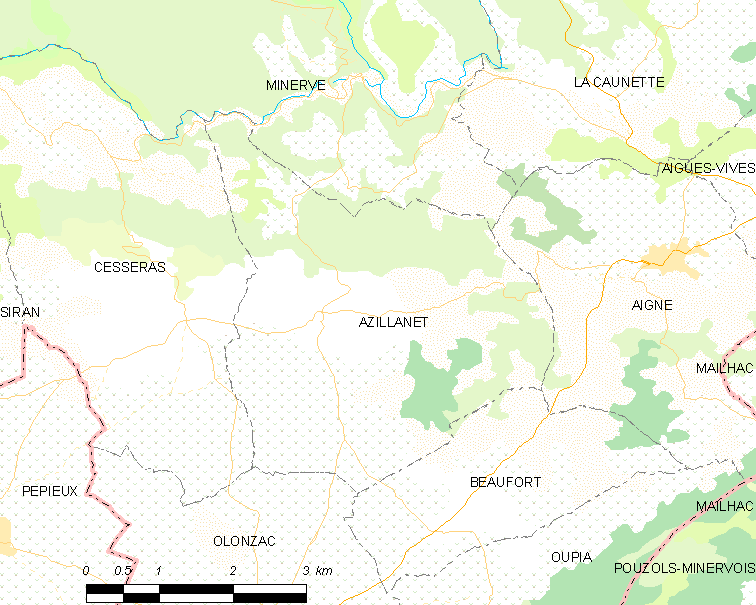
Carte.

Typique village viticole des coteaux de l'Hérault, Azillanet est situé sur les contreforts de la Montagne Noire, à 5 kilomètres au nord d'Olonzac, capitale du Haut Minervois, et à 4 kilomètres au sud de Minerve, la fière cité cathare, assiégée puis détruite lors de la croisade contre les Albigeois.
À une zone de plaine occupant le sud de son territoire, marquée par la monoculture intensive de vignoble, fait face un espace de coteaux, composé de végétation typiquement méditerranéenne de garrigue, maquis, vignes, oliviers.
Le village proprement dit est marqué par un habitat dense, des rues étroites et un escarpement relativement prononcé. Traversé par un ruisseau, le village jouit d'un axe d'agriculture maraichère, avec une occupation remarquable de l'espace composé d'une multitude de jardins potagers. Cette coulée verte est un poumon vivrier ainsi qu'un véritable oasis lorsque, dès le mois de juin, les journées sont chaudes. Il est ainsi fréquent de croiser des habitants à l'ombre d'un figuier alors que le soleil cogne, même s'il est encore plus fréquent de ne croiser personne, sieste oblige.
L'urbanisation d'Azillanet connaît depuis une petite dizaine d'années une évolution notable, que d'aucuns qualifieront de regrettable. En effet, sous l'effet conjoint de la crise viticole structurelle et d'une pression européenne à l'arrachage du vignoble, les parcelles de vignes limitrophes du village sont transformées en terrains à bâtir. Ce phénomène a débuté sur la route menant à Minerve, mais touche aujourd'hui tous les faubourgs d'un village qui s'étend.
Évolution de l'espace, du paysage, mais aussi du type d'urbanisation : d'un habitat dense, à la solidarité villageoise forte, nous pouvons désormais remarquer les effets de l'individualisme sur un territoire rural. Maisons avec terrain (idéologie de « chacun son jardin ») contre désertification de l'hypercentre.

### Climat
Pour des articles plus généraux, voir Climat de l'Occitanie et Climat de l'Hérault.
En 2010, le climat de la commune est de type climat méditerranéen franc, selon une étude s'appuyant sur une série de données couvrant la période 1971-2000. En 2020, Météo-France publie une typologie des climats de la France métropolitaine dans laquelle la commune est exposée à un climat méditerranéen et est dans la région climatique Provence, Languedoc-Roussillon, caractérisée par une pluviométrie faible en été, un très bon ensoleillement (2 600 h/an), un été chaud (21,5 °C), un air très sec en été, sec en toutes saisons, des vents forts (fréquence de 40 à 50 % de vents > 5 m/s) et peu de brouillards.
Pour la période 1971-2000, la température annuelle moyenne est de 14,7 °C, avec une amplitude thermique annuelle de 16 °C. Le cumul annuel moyen de précipitations est de 730 mm, avec 7,6 jours de précipitations en janvier et 3,1 jours en juillet. Pour la période 1991-2020, la température moyenne annuelle observée sur la station météorologique la plus proche, située sur la commune de Saint-Jean-de-Minervois à 10 km à vol d'oiseau, est de 15,1 °C et le cumul annuel moyen de précipitations est de 751,8 mm,. Pour l'avenir, les paramètres climatiques de la commune estimés pour 2050 selon différents scénarios d'émission de gaz à effet de serre sont consultables sur un site dédié publié par Météo-France en novembre 2022.

### Milieux naturels et biodiversité

#### Espaces protégés
La protection réglementaire est le mode d’intervention le plus fort pour préserver des espaces naturels remarquables et leur biodiversité associée,.
Un  espace protégé est présent sur la commune : 
le parc naturel régional du Haut-Languedoc, créé en 1973 et d'une superficie de 307 184 ha, qui s'étend sur 118 communes et deux départements. Implanté de part et d’autre de la ligne de partage des eaux entre Océan Atlantique et Mer Méditerranée, ce territoire est un véritable balcon dominant les plaines viticoles du Languedoc et les étendues céréalières du Lauragais,.

#### Réseau Natura 2000

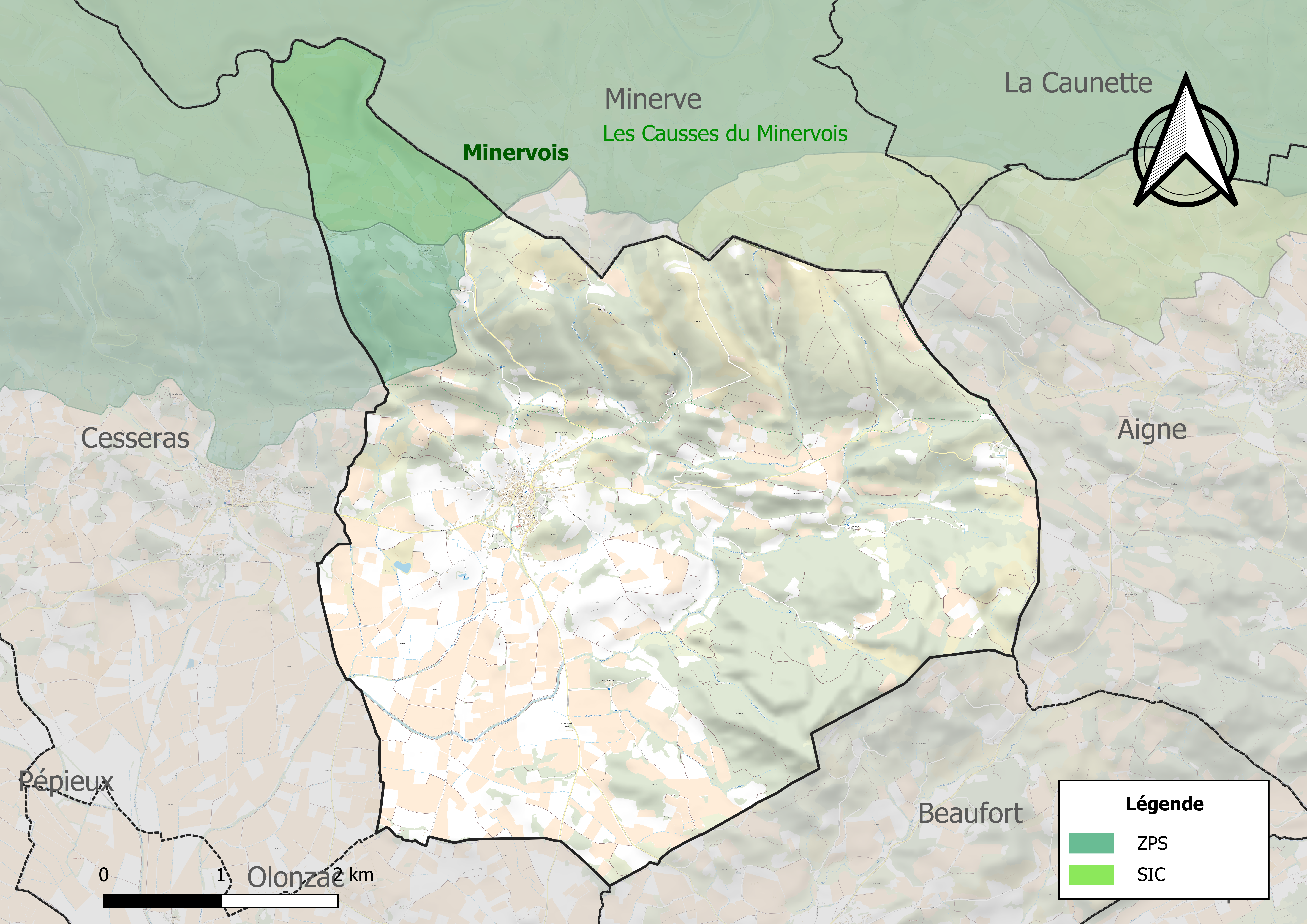
Site Natura 2000 sur le territoire communal.

Le réseau Natura 2000 est un réseau écologique européen de sites naturels d'intérêt écologique élaboré à partir des directives habitats et oiseaux, constitué de zones spéciales de conservation (ZSC) et de zones de protection spéciale (ZPS).
Un site Natura 2000 a été défini sur la commune au titre de la directive habitats :
- « les Causses du Minervois », d'une superficie de 21 805 ha, importants pour la conservation des gîtes et zones de chasse des chauves-souris cavernicoles que sont le Rhinolophe euryale, le Minioptère de Schreibers et le Murin de Capaccini[14]

et un au titre de la directive oiseaux : 
- le « Minervois », d'une superficie de 24 820 ha, retenu pour la conservation de rapaces de l'annexe I de la directive Oiseaux, en particulier l'Aigle de Bonelli et l'Aigle royal. Mais le Busard cendré, le Circaète Jean-le-Blanc et le Grand-Duc sont également des espèces à enjeu pour ce territoire[15].

#### Zones naturelles d'intérêt écologique, faunistique et floristique
L’inventaire des zones naturelles d'intérêt écologique, faunistique et floristique (ZNIEFF) a pour objectif de réaliser une couverture des zones les plus intéressantes sur le plan écologique, essentiellement dans la perspective d’améliorer la connaissance du patrimoine naturel national et de fournir aux différents décideurs un outil d’aide à la prise en compte de l’environnement dans l’aménagement du territoire.
Une ZNIEFF de type 1 est recensée sur la commune :
les « gorges de la Cesse » (977 ha), couvrant 5 communes du département et une ZNIEFF de type 2, : 
le « Haut Minervois » (21 605 ha), couvrant 26 communes dont cinq dans l'Aude et 21 dans l'Hérault.

Carte des ZNIEFF de type 1 et 2 à Azillanet.
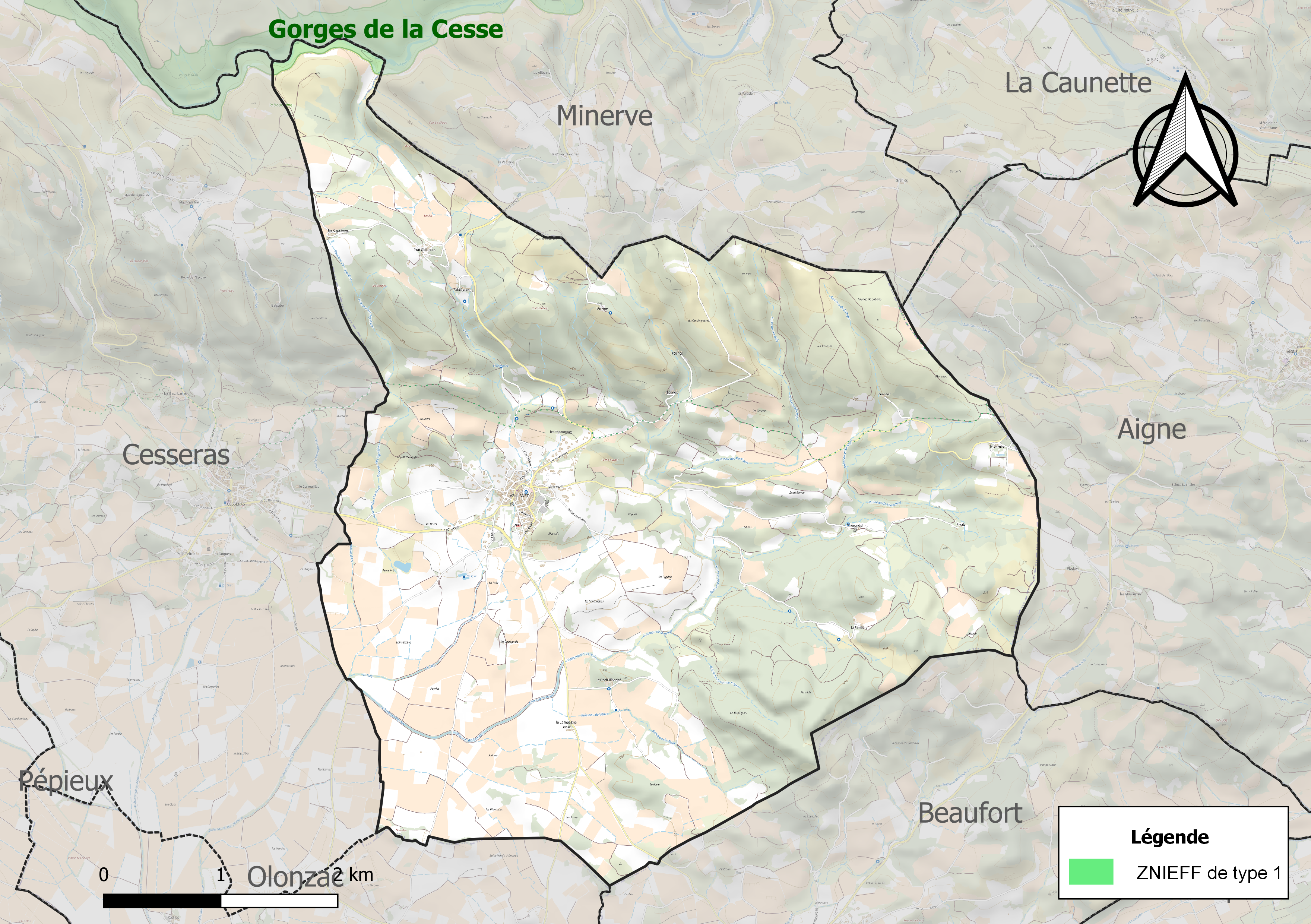
Carte de la ZNIEFF de type 1 sur la commune.
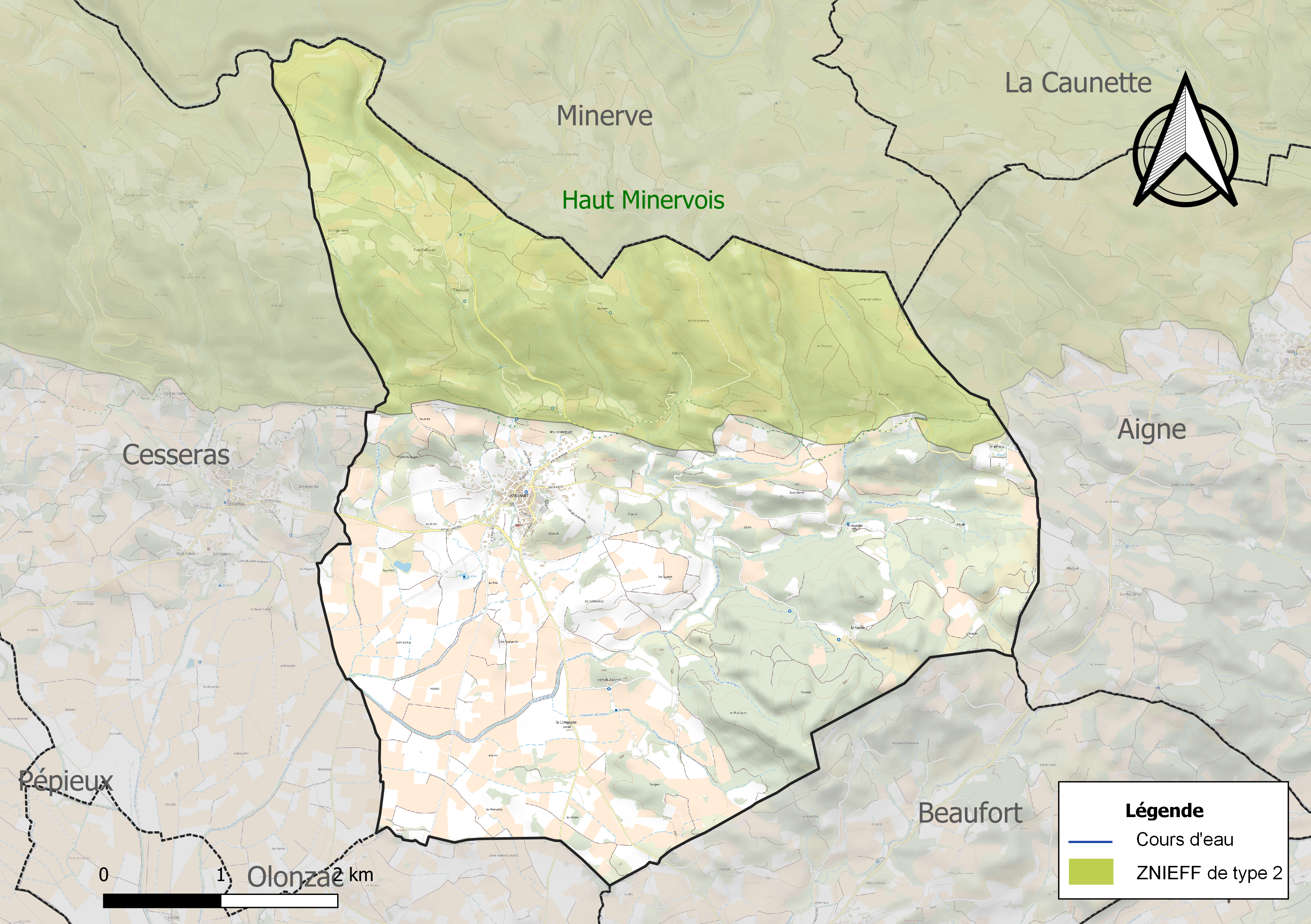
Carte de la ZNIEFF de type 2 sur la commune.

## Urbanisme

### Typologie
Au 1er janvier 2024, Azillanet est catégorisée commune rurale à habitat dispersé, selon la nouvelle grille communale de densité à sept niveaux définie par l'Insee en 2022.
Elle est située hors unité urbaine et hors attraction des villes,.

### Occupation des sols
L'occupation des sols de la commune, telle qu'elle ressort de la base de données européenne d’occupation biophysique des sols Corine Land Cover (CLC), est marquée par l'importance des territoires agricoles (64,2 % en 2018), une proportion sensiblement équivalente à celle de 1990 (64,3 %). La répartition détaillée en 2018 est la suivante : 
cultures permanentes (35,8 %), milieux à végétation arbustive et/ou herbacée (30,7 %), zones agricoles hétérogènes (28,5 %), forêts (5,1 %). L'évolution de l’occupation des sols de la commune et de ses infrastructures peut être observée sur les différentes représentations cartographiques du territoire : la carte de Cassini (XVIIIe siècle), la carte d'état-major (1820-1866) et les cartes ou photos aériennes de l'IGN pour la période actuelle (1950 à aujourd'hui).

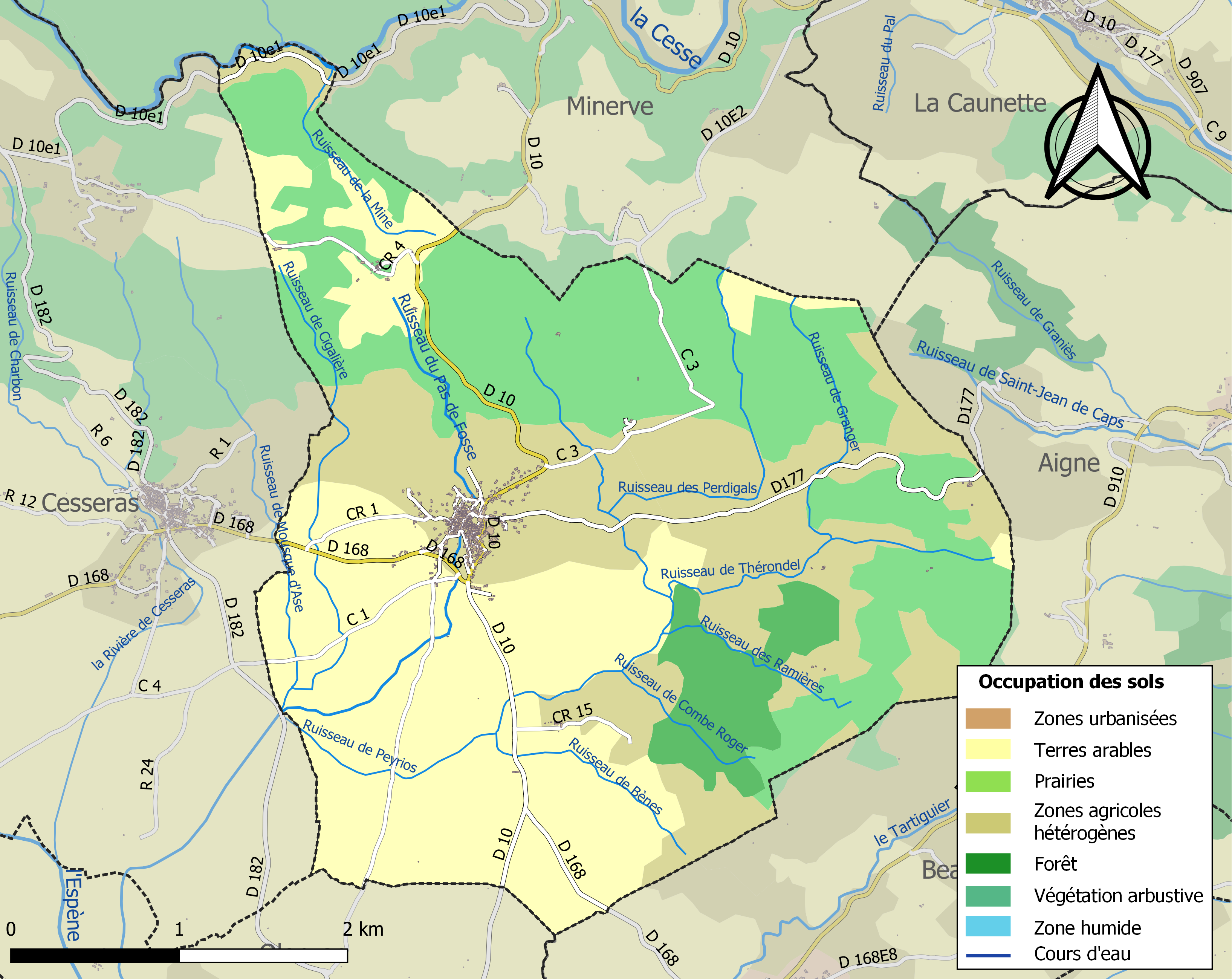
Carte des infrastructures et de l'occupation des sols de la commune en 2018 (CLC).

### Risques majeurs
Le territoire de la commune d'Azillanet est vulnérable à différents aléas naturels : météorologiques (tempête, orage, neige, grand froid, canicule ou sécheresse), feux de forêts et séisme (sismicité faible). Il est également exposé à deux risques particuliers : le risque minier et le risque de radon. Un site publié par le BRGM permet d'évaluer simplement et rapidement les risques d'un bien localisé soit par son adresse soit par le numéro de sa parcelle.

#### Risques naturels
Azillanet est exposée au risque de feu de forêt. Un plan départemental de protection des forêts contre les incendies (PDPFCI) a été approuvé en juin 2013 et court jusqu'en 2022, où il doit être renouvelé. Les mesures individuelles de prévention contre les incendies sont précisées par deux arrêtés préfectoraux et s’appliquent dans les zones exposées aux incendies de forêt et à moins de 200 mètres de celles-ci. L’arrêté du 25 avril 2002 réglemente l'emploi du feu en interdisant notamment d’apporter du feu, de fumer et de jeter des mégots de cigarette dans les espaces sensibles et sur les voies qui les traversent sous peine de sanctions. L'arrêté du 11 mars 2013 rend le débroussaillement obligatoire, incombant au propriétaire ou ayant droit,.

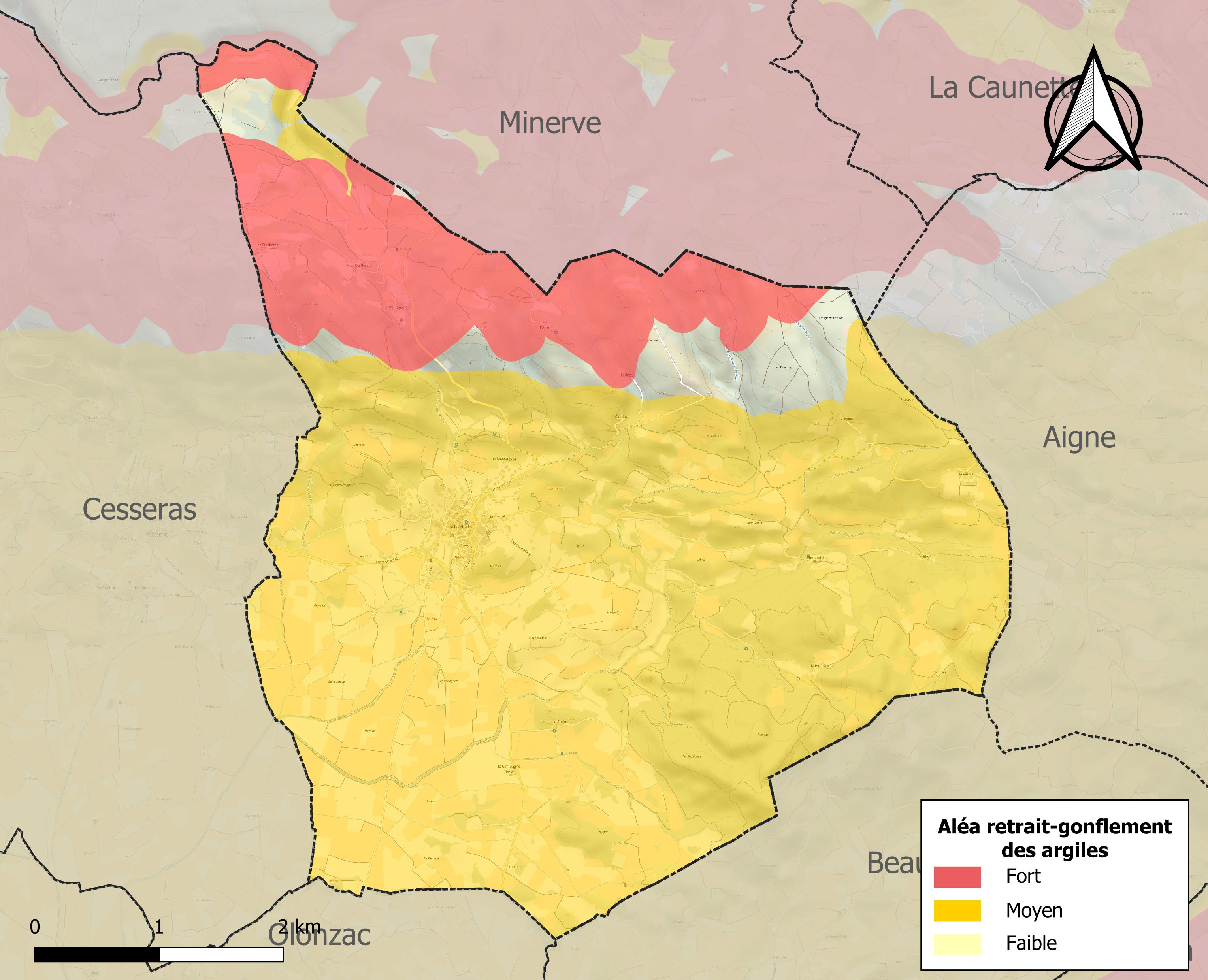
Carte des zones d'aléa retrait-gonflement des sols argileux d'Azillanet.

Le retrait-gonflement des sols argileux est susceptible d'engendrer des dommages importants aux bâtiments en cas d’alternance de périodes de sécheresse et de pluie. 93,6 % de la superficie communale est en aléa moyen ou fort (59,3 % au niveau départemental et 48,5 % au niveau national). Sur les 319 bâtiments dénombrés sur la commune en 2019, 319 sont en aléa moyen ou fort, soit 100 %, à comparer aux 85 % au niveau départemental et 54 % au niveau national. Une cartographie de l'exposition du territoire national au retrait gonflement des sols argileux est disponible sur le site du BRGM,.
Par ailleurs, afin de mieux appréhender le risque d’affaissement de terrain, l'inventaire national des cavités souterraines permet de localiser celles situées sur la commune.
La commune a été reconnue en état de catastrophe naturelle au titre des dommages causés par les inondations et coulées de boue survenues en 1982, 1997, 1999, 2001 et 2018. 

#### Risque particulier
L’étude Scanning de Géodéris réalisée en 2008 a établi pour le département de l’Hérault une identification rapide des zones de risques miniers liés à l’instabilité des terrains.  Elle a été complétée en 2015 par une étude approfondie sur les anciennes exploitations minières du bassin houiller de Graissessac et du district polymétallique de Villecelle. La commune est ainsi concernée par le risque minier, principalement lié à l’évolution des cavités souterraines laissées à l’abandon et sans entretien après l’exploitation des mines.
Dans plusieurs parties du territoire national, le radon, accumulé dans certains logements ou autres locaux, peut constituer une source significative d’exposition de la population aux rayonnements ionisants. Certaines communes du département sont concernées par le risque radon à un niveau plus ou moins élevé. Selon la classification de 2018, la commune d'Azillanet est classée en zone 2, à savoir zone à potentiel radon faible mais sur lesquelles des facteurs géologiques particuliers peuvent faciliter le transfert du radon vers les bâtiments.

## Toponymie
Asilhanet en occitan.
Le nom de la localité est attesté sous les formes capellanus de Azillano en 1170, Azelano en  1222, Asellano en 1262, Azillanum minorem en 1268, Azilhaneto en 1351, Azillanet en 1529, 1649 et 1770.
Comme les noms de village terminés par -an (Névian, Siran, Ouveillan), ce nom vient d'un nom de domaine gallo-romain : gentilice latin Asellius + suff. -anum ; le suffixe dimin. -et sert depuis le XIVe siècle à distinguer cette localité d'Azille (Aude), à environ 10 km vers le sud-ouest.

## Histoire
En 1355, le village est détruit lors de la chevauchée du Prince Noir.
En 1487, l'évêque de Carcassonne Guichard d'Aubusson autorise les Clarisses à quitter la cité épiscopale pour s'établir à Azillanet alors dans le diocèse de Narbonne.
Le 25 octobre 1591 a lieu la bataille de Cesseras-Azillanet dans l'Hérault, pendant la huitième guerre de Religion.

Plan de construction de l'école de filles (1894).

## Politique et administration

### Liste des maires
| Période   | Période                      | Identité               | Étiquette | Qualité                             |
| --------- | ---------------------------- | ---------------------- | --------- | ----------------------------------- |
| 1790      | 1791                         | Laurent Gleizes        |           |                                     |
| 1791      | 1792                         | André Gleizes          |           |                                     |
| 1792      | 1796                         | Guilhaume Gept         |           |                                     |
| 1796      | 1797                         | Auguste D'André        |           |                                     |
| 1797      | 1798                         | Pierre Gleizes         |           |                                     |
| 1798      | 1800                         | André Gleizes          |           |                                     |
| 1800      | 1815                         | Joseph Auguste D'André |           |                                     |
| 1815      | 1815                         | Pierre Segonne         |           | Maire nommé pendant les Cent Jours  |
| 1815      | 1817                         | Joseph Auguste D'André |           |                                     |
| 1817      | 1830                         | Jean Vidal             |           |                                     |
| 1830      | 1832                         | Louis Fabre            |           |                                     |
| 1832      | 1837                         | Michel Gleizes         |           |                                     |
| 1837      | 1852                         | Jacques Pagès          |           |                                     |
| 1852      | 1871                         | Armand Bertrand        |           |                                     |
| 1871      | 1873                         | Gustave Chabernac      |           |                                     |
| 1873      | 1876                         | Armand Bertrand        |           |                                     |
| 1876      | 1877                         | Étienne Gleizes        |           |                                     |
| 1877      | 1878                         | Armand Bertrand        |           |                                     |
| 1878      | 1878                         | Étienne Gleizes        |           |                                     |
| 1878      | 1881                         | Armand Bertrand        |           |                                     |
| 1881      | 1881                         | Gustave Chabernac      |           |                                     |
| 1881      | 1888                         | Gabriel Amiel          |           |                                     |
| 1888      | 1889                         | Armand Bertrand        |           |                                     |
| 1889      | 1890                         | Marcellin Guilhaumon   |           |                                     |
| 1890      | 1892                         | Armand Bertrand        |           |                                     |
| 1892      | 1894                         | Gabriel Amiel          |           |                                     |
| 1894      | 1895                         | Louis Sèbe             |           |                                     |
| 1895      | 1904                         | Benjamin Rouayrenc     |           |                                     |
| 1904      | 1908                         | Édouard Vénes          |           |                                     |
| 1908      | 1912                         | Benjamin Rouayrenc     |           |                                     |
| 1912      | 1914                         | Jean Bousquet          |           |                                     |
| 1914      | 1929                         | Paul Taffanel          |           |                                     |
| 1929      | 1935                         | Bernard Figarol        |           |                                     |
| 1935      | 1939                         | René Bourdiol          |           |                                     |
| 1939      | 1944                         | René Francès           |           |                                     |
| 1944      | 1959                         | Léopold Sèbe           |           | Président de la Délégation Spéciale |
| 1959      | 1977                         | Jules Vénes            |           |                                     |
| 1977      | 1995                         | Pierre Poumayrac       |           |                                     |
| 1995      | mars 2001                    | Jean Espérou           |           |                                     |
| mars 2001 | juin 2020                    | Martine Olmos          | PS        | Fonctionnaire                       |
| juin 2020 | En cours (au 3 juillet 2020) | Alexandre Dye,         |           | Ancien viticulteur exploitant,      |

## Démographie
L'évolution du nombre d'habitants est connue à travers les recensements de la population effectués dans la commune depuis 1793. Pour les communes de moins de 10 000 habitants, une enquête de recensement portant sur toute la population est réalisée tous les cinq ans, les populations de référence des années intermédiaires étant quant à elles estimées par interpolation ou extrapolation. Pour la commune, le premier recensement exhaustif entrant dans le cadre du nouveau dispositif a été réalisé en 2004.

En 2022, la commune comptait 353 habitants, en évolution de −4,08 % par rapport à 2016 (Hérault : +7,49 %, France hors Mayotte : +2,11 %).
| 1793 | 1800 | 1806 | 1821 | 1831 | 1836 | 1841 | 1846 | 1851 |
| ---- | ---- | ---- | ---- | ---- | ---- | ---- | ---- | ---- |
| 500  | 510  | 518  | 469  | 520  | 580  | 594  | 594  | 600  |

| 1856 | 1861 | 1866 | 1872 | 1876 | 1881 | 1886 | 1891 | 1896 |
| ---- | ---- | ---- | ---- | ---- | ---- | ---- | ---- | ---- |
| 604  | 623  | 639  | 633  | 690  | 731  | 649  | 703  | 778  |

| 1901 | 1906 | 1911 | 1921 | 1926 | 1931 | 1936 | 1946 | 1954 |
| ---- | ---- | ---- | ---- | ---- | ---- | ---- | ---- | ---- |
| 749  | 675  | 681  | 662  | 666  | 695  | 726  | 576  | 514  |

| 1962 | 1968 | 1975 | 1982 | 1990 | 1999 | 2004 | 2006 | 2009 |
| ---- | ---- | ---- | ---- | ---- | ---- | ---- | ---- | ---- |
| 506  | 468  | 384  | 371  | 331  | 370  | 397  | 398  | 415  |

| 2014 | 2019 | 2022 | - | - | - | - | - | - |
| ---- | ---- | ---- | - | - | - | - | - | - |
| 379  | 360  | 353  | - | - | - | - | - | - |

## Économie

### Revenus
En 2018  (données Insee publiées en septembre 2021), la commune compte 183 ménages fiscaux, regroupant 367 personnes. La médiane du revenu disponible par unité de consommation est de 17 790 € (20 330 € dans le département).

### Emploi
|                | 2008   | 2013   | 2018   |
| -------------- | ------ | ------ | ------ |
| Commune        | 17,5 % | 17,4 % | 17,3 % |
| Département    | 10,1 % | 11,9 % | 12 %   |
| France entière | 8,3 %  | 10 %   | 10 %   |

En 2018, la population âgée de 15 à 64 ans s'élève à 211 personnes, parmi lesquelles on compte 74,5 % d'actifs (57,2 % ayant un emploi et 17,3 % de chômeurs) et 25,5 % d'inactifs,. Depuis 2008, le taux de chômage communal (au sens du recensement) des 15-64 ans est supérieur à celui de la France et du département.
La commune est hors attraction des villes,. Elle compte 63 emplois en 2018, contre 76 en 2013 et 62 en 2008. Le nombre d'actifs ayant un emploi résidant dans la commune est de 124, soit un indicateur de concentration d'emploi de 51,3 % et un taux d'activité parmi les 15 ans ou plus de 51,1 %.
Sur ces 124 actifs de 15 ans ou plus ayant un emploi, 41 travaillent dans la commune, soit 33 % des habitants. Pour se rendre au travail, 82 % des habitants utilisent un véhicule personnel ou de fonction à quatre roues, 4,9 % s'y rendent en deux-roues, à vélo ou à pied et 13,1 % n'ont pas besoin de transport (travail au domicile).

### Activités hors agriculture
44 établissements sont implantés  à Azillanet au 31 décembre 2019. Le tableau ci-dessous en détaille le nombre par secteur d'activité et compare les ratios avec ceux du département,.
| Secteur d'activité                                                                                        | Commune | Commune | Département |
| Secteur d'activité                                                                                        | Nombre  | %       | %           |
| --- | ------- | ------- | ----------- |
| Ensemble                                                                                                  | 44      |         |             |
| Industrie manufacturière, industries extractives et autres                                                | 11      | 25 %    | (6,7 %)     |
| Construction                                                                                              | 4       | 9,1 %   | (14,1 %)    |
| Commerce de gros et de détail, transports, hébergement et restauration                                    | 8       | 18,2 %  | (28 %)      |
| Information et communication                                                                              | 1       | 2,3 %   | (3,3 %)     |
| Activités immobilières                                                                                    | 1       | 2,3 %   | (5,3 %)     |
| Activités spécialisées, scientifiques et techniques et activités de services administratifs et de soutien | 13      | 29,5 %  | (17,1 %)    |
| Administration publique, enseignement, santé humaine et action sociale                                    | 4       | 9,1 %   | (14,2 %)    |
| Autres activités de services                                                                              | 2       | 4,5 %   | (8,1 %)     |

Le secteur des activités spécialisées, scientifiques et techniques et des activités de services administratifs et de soutien est prépondérant sur la commune puisqu'il représente 29,5 % du nombre total d'établissements de la commune (13 sur les 44 entreprises implantées  à Azillanet), contre 17,1 % au niveau départemental.

### Agriculture
La commune est dans le « Minervois », une petite région agricole occupant une petite partie du sud-ouest du département de l'Hérault. En 2020, l'orientation technico-économique de l'agriculture  sur la commune est la viticulture.
|               | 1988 | 2000 | 2010 | 2020 |
| ------------- | ---- | ---- | ---- | ---- |
| Exploitations | 68   | 63   | 35   | 25   |
| SAU (ha)      | 597  | 497  | 335  | 338  |

Le nombre d'exploitations agricoles en activité et ayant leur siège dans la commune est passé de 68 lors du recensement agricole de 1988  à 63 en 2000 puis à 35 en 2010 et enfin à 25 en 2020, soit une baisse de 63 % en 32 ans. Le même mouvement est observé à l'échelle du département qui a perdu pendant cette période 67 % de ses exploitations,. La surface agricole utilisée sur la commune a également diminué, passant de 597 ha en 1988 à 338 ha en 2020. Parallèlement la surface agricole utilisée moyenne par exploitation a augmenté, passant de 9 à 14 ha.

## Culture locale et patrimoine

### Lieux et monuments
- Église Saint-Laurent d'Azillanet.

### Personnalités liées à la commune
- Paul Azéma, artiste peintre céramiste.

### Héraldique
| Armes d'Azillanet | Les armes d'Azillanet se blasonnent ainsi : De sinople au guéret [terre labourée] d'argent mouvant de la pointe ; au chef d'azur chargé d'une clef d'or posée en fasce et soutenu d'une divise d'argent ; à un âne et un bélier affrontés d'or posés sur le guéret et brochant sur la divise. |

### Fonds d'archives
- Fonds : Archives communales déposées d'Azillanet (1528-1819) [1,65 ml].  Cote : 20 EDT. Montpellier : Archives départementales de l'Hérault (présentation en ligne).